# Landkreis Kulmbach
Der Landkreis Kulmbach liegt in der Mitte des Regierungsbezirks Oberfranken in Bayern. Der Landkreis ist Teil der Metropolregion Nürnberg und der Planungsregion Oberfranken-Ost.

## Geographie

### Lage
Das Gebiet des Landkreises Kulmbach hat im Nordosten Anteil am Frankenwald, im Osten am Fichtelgebirge, im Südwesten und Westen an der Fränkischen Schweiz und am Obermainischen Hügelland. Die größten Flüsse des Landkreises sind die beiden Quellflüsse des Mains, der Weiße Main (etwa in der Mitte des Kreises) und der Rote Main (im Süden), die sich am Westrand der Stadt Kulmbach zum Main vereinigen.

### Nachbarkreise
Der Landkreis grenzt im Uhrzeigersinn, im Nordwesten beginnend, an die Landkreise Kronach, Hof, Bayreuth und Lichtenfels.

## Geschichte

### Landgerichte
Das Gebiet des heutigen Landkreises Kulmbach gehörte vor 1800 überwiegend zum Fürstentum Bayreuth (Hohenzollern). 1810 kam das Gebiet zu Bayern. Bereits 1804 wurde das Landgericht Stadtsteinach und 1812 das Landgericht Kulmbach errichtet. Beide gehörten zum Mainkreis bzw. ab 1817 zum Obermainkreis (ab 1838 Oberfranken). 1852 wurde das Landgericht Thurnau eingerichtet.

### Bezirksämter
Das Bezirksamt Kulmbach wurde im Jahr 1862 durch den Zusammenschluss der Landgerichte älterer Ordnung Kulmbach und Thurnau gebildet. Gleichzeitig entstand das Bezirksamt Stadtsteinach aus dem gleichnamigen Landgericht. Anlässlich der Reform des Zuschnitts der bayerischen Bezirksämter trat das Bezirksamt Kulmbach am 1. Januar 1880 die Gemeinde Fesselsdorf an das Bezirksamt Lichtenfels ab. Am 1. Januar 1890 schied die Stadt Kulmbach aus dem Bezirksamt aus und wurde eine kreisunmittelbare Stadt. Am 1. Januar 1902 wurde die Gemeinde Blaich an die Stadt Kulmbach abgetreten. Am 1. Oktober 1929 wurden die Gemeinden Gössenreuth, Himmelkron, Lanzendorf, Marktschorgast, Wasserknoden und Ziegenburg des aufgelösten Bezirksamtes Berneck ins Bezirksamt Kulmbach eingegliedert.

### Landkreise
Am 1. Januar 1939 wurde wie überall im Deutschen Reich die Bezeichnung Landkreis eingeführt. So wurden aus den Bezirksämtern die Landkreise Kulmbach und Stadtsteinach. Am 1. April 1940 wurde die Stadt Kulmbach in den Landkreis Kulmbach eingegliedert, doch wurde dies am 20. Oktober 1945 wieder rückgängig gemacht.

### Landkreis Kulmbach
Im Rahmen der Gebietsreform wurde am 1. Juli 1972 der größte Teil des Landkreises Kulmbach mit der kreisfreien Stadt Kulmbach, dem Landkreis Stadtsteinach (ohne Markt Seibelsdorf) und dem Markt Wonsees des bisherigen Landkreises Ebermannstadt zum neuen Landkreis Kulmbach vereinigt. Die Stadt Kulmbach erhielt für den Verlust der Kreisfreiheit den Status einer Großen Kreisstadt. Die Gemeinden Neustädtlein am Forst und Wasserknoden wechselten aus dem Landkreis Kulmbach in den Landkreis Bayreuth.
Am 1. Juli 1976 trat der Landkreis Kulmbach die Gemeinde Gössersdorf, die nach Weißenbrunn eingemeindet wurde, an den Landkreis Kronach ab. Am 1. Januar 1977 wurden die Gemeinden Gösmes und Enchenreuth aus dem Landkreis Kulmbach in die Stadt Helmbrechts eingegliedert und kamen damit zum Landkreis Hof.

### Einwohnerentwicklung

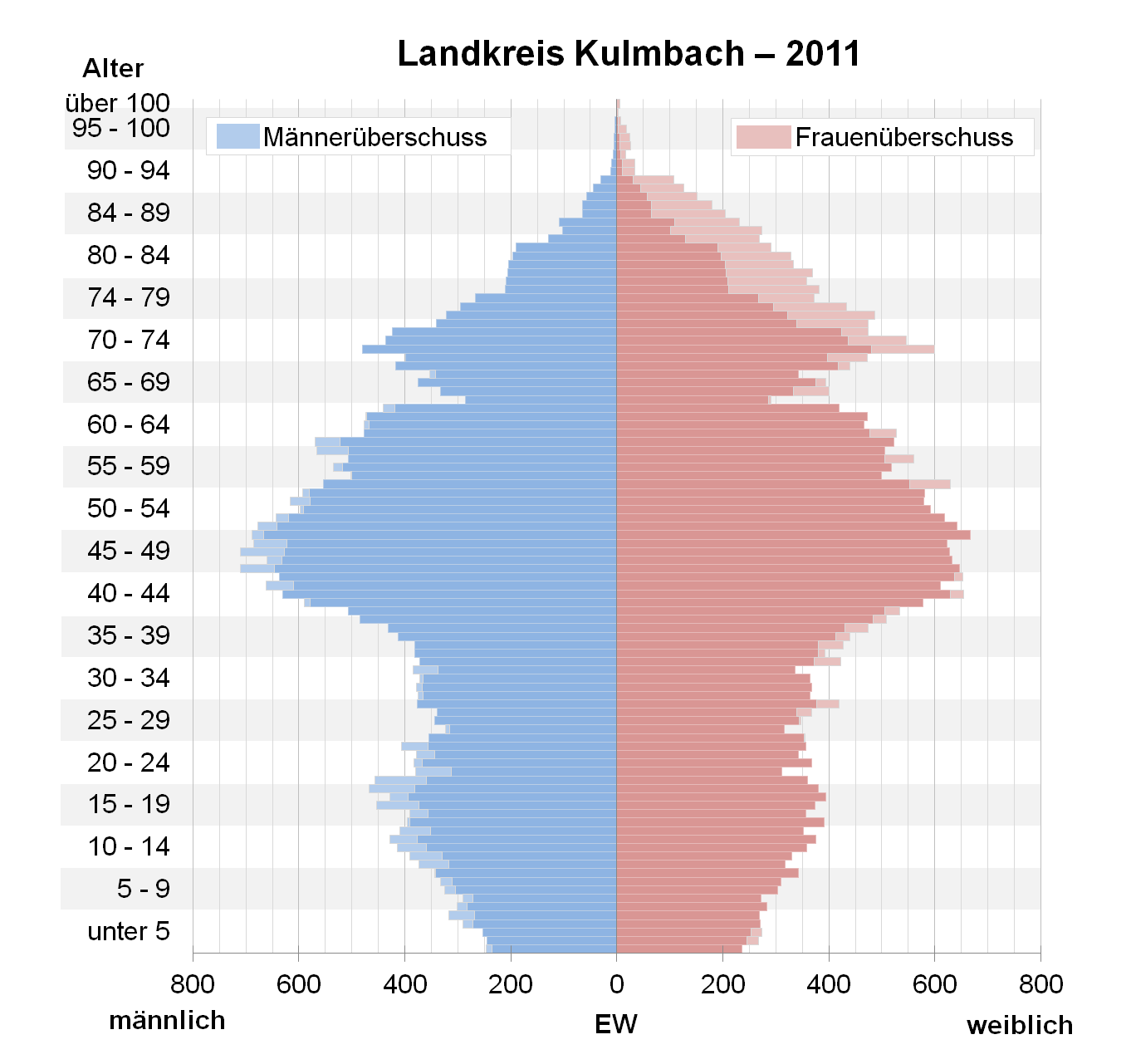
Bevölkerungspyramide für den Kreis Kulmbach (Datenquelle: Zensus 2011)

Von 1988 bis 2008 wuchs der Landkreis Kulmbach um ca. 2900 Einwohner (rund 4 %). Allerdings ist die Tendenz seit 2001 nach einem Höchststand von ca. 79.000 Einwohnern wieder rückläufig.
Im Zeitraum 1988 bis 2018 verringerte sich die Einwohnerzahl von 72.717 auf 71.845 um 872 Einwohner bzw. um 1,2 %. Von den 22 Gemeinden hatten 12 im Jahre 2018 weniger Einwohner als 30 Jahre zuvor.
Die nachfolgenden Zahlen beziehen sich auf den Gebietsstand vom 25. Mai 1987:

Einwohnerentwicklung im Landkreis Kulmbach seit 1840

| Bevölkerungsentwicklung | Bevölkerungsentwicklung | Bevölkerungsentwicklung | Bevölkerungsentwicklung | Bevölkerungsentwicklung | Bevölkerungsentwicklung | Bevölkerungsentwicklung | Bevölkerungsentwicklung | Bevölkerungsentwicklung | Bevölkerungsentwicklung | Bevölkerungsentwicklung | Bevölkerungsentwicklung | Bevölkerungsentwicklung | Bevölkerungsentwicklung |
| ----------------------- | ----------------------- | ----------------------- | ----------------------- | ----------------------- | ----------------------- | ----------------------- | ----------------------- | ----------------------- | ----------------------- | ----------------------- | ----------------------- | ----------------------- | ----------------------- |
| Jahr                    | 1840                    | 1900                    | 1939                    | 1950                    | 1961                    | 1970                    | 1987                    | 1991                    | 1995                    | 2000                    | 2005                    | 2010                    | 2015                    |
| Einwohner               | 46.596                  | 56.322                  | 58.973                  | 85.781                  | 78.450                  | 78.489                  | 73.055                  | 75.946                  | 78.451                  | 78.825                  | 77.141                  | 74.491                  | 72.468                  |

## Politik

### Kreistag
Die Kommunalwahl am 15. März 2020 führte zu dem in den Diagrammen dargestellten Ergebnis:
| Kreistagswahl 2020Wahlbeteiligung: 66,5 % (+6,0 %) %403020100 32,719,618,910,97,25,73,41,6 CSUFWSPDGrüneWGKeAfDFDPLinkeGewinne und Verlusteim Vergleich zu 2014 %p 6 4 2 0 −2 −4 −6 −8−4,0−1,6−6,9+4,5+0,3+5,7+0,3+1,6CSUFWSPDGrüneWGKAfDFDPLinkeAnmerkungen:e Wählergemeinschaft Kulmbach e. V. | Sitzverteilung im Kreistag Kulmbach seit 2020Insgesamt 50 Sitze - Linke: 1 - SPD: 9 - Grüne: 5 - FDP: 2 - WGK: 4 - FW: 10 - CSU: 16 - AfD: 3 |

| Parteien und Wählergemeinschaften | Parteien und Wählergemeinschaften                      | 2020   | 2020   | 2014   | 2014   | 2008   | 2008   | 2002   | 2002   | 1996   | 1996   |
| Parteien und Wählergemeinschaften | Parteien und Wählergemeinschaften                      | %      | Sitze  | %      | Sitze  | %      | Sitze  | %      | Sitze  | %      | Sitze  |
| --------------------------------- | ------------------------------------------------------ | ------ | ------ | ------ | ------ | ------ | ------ | ------ | ------ | ------ | ------ |
| CSU                               | Christlich-Soziale Union in Bayern                     | 32,7   | 16     | 36,7   | 22     | 37,9   | 23     | 36,1   | 22     | 37,7   | 23     |
| FW                                | Freie Wähler Bayern                                    | 19,6   | 10     | 21,2   | 13     | 19,6   | 12     | 16,6   | 10     | 0–     | 0–     |
| SPD                               | SPD Bayern                                             | 18,9   | 09     | 25,8   | 15     | 25,8   | 16     | 33,2   | 20     | 34,4   | 21     |
| Grüne                             | Grüne Bayern                                           | 10,9   | 05     | 6,4    | 04     | 7,2    | 04     | 0–     | 0–     | 0–     | 0–     |
| WGK                               | Wählergemeinschaft Kulmbach e. V.                      | 7,2    | 04     | 6,9    | 04     | 5,9    | 03     | 6,4    | 04     | 5,3    | 03     |
| AfD                               | AfD Bayern                                             | 5,7    | 03     | 0–     | 0–     | 0–     | 0–     | 0–     | 0–     | 0–     | 0–     |
| FDP                               | FDP Bayern                                             | 3,4    | 02     | 3,1    | 02     | 3,5    | 02     | 0–     | 0–     | 0–     | 0–     |
| Linke                             | Die Linke Bayern                                       | 1,6    | 01     | 0–     | 0–     | 0–     | 0–     | 0–     | 0–     | 0–     | 0–     |
| Grüne/OL                          | Grüne Bayern/Offene Liste                              | 0–     | 0–     | 0–     | 0–     | 0–     | 0–     | 5,0    | 03     | 6,6    | 04     |
| FDP/FB                            | FDP Bayern/Freie Bürger                                | 0–     | 0–     | 0–     | 0–     | 0–     | 0–     | 2,8    | 01     | 0–     | 0–     |
| FW/ÜW                             | Freie Wähler Bayern/Überparteiliche Wählergemeinschaft | 0–     | 0–     | 0–     | 0–     | 0–     | 0–     | 0–     | 0–     | 12,2   | 08     |
| REP                               | Die Republikaner                                       | 0–     | 0–     | 0–     | 0–     | 0–     | 0–     | 0–     | 0–     | 2,5    | 01     |
| gesamt                            | gesamt                                                 | 100,0  | 50     | 100,1  | 60     | 99,9   | 60     | 100,1  | 60     | 98,7   | 60     |
| Wahlbeteiligung                   | Wahlbeteiligung                                        | 66,5 % | 66,5 % | 60,5 % | 60,5 % | 63,4 % | 63,4 % | 68,4 % | 68,4 % | 72,9 % | 72,9 % |

### Bezirksamtmänner (bis 1938) und Landräte (ab 1939)
- 1913–1922 Otto Braun
- 1925–1928 Hugo Clemens
- 1928–1938 Theodor Wüst
- 1938–1945 Hanns von Hofer
- 1947: Adam Sühler (CSU)
- 1947–1970: Theodor Heublein (parteilos)
- 1970–1984: Kurt Held (CSU)
- 1984–1996: Herbert Hofmann (CSU)
- seit 1996: Klaus Peter Söllner (Freie Wähler)[10]

### Wappen
|  | Blasonierung: „Durch eine gesenkte, eingeschweifte, von Schwarz und Silber gevierte Spitze, gespalten von Gold und Blau; vorne ein linksgewendeter, mit einer silbernen Schräglinksleiste überdeckter, rot bewehrter schwarzer Löwe, hinten ein rot bewehrter silberner Adler.“ |
|  | |

## Wirtschaft und Infrastruktur
Im Zukunftsatlas 2016 belegte der Landkreis Kulmbach Platz 268 von 402 Landkreisen, Kommunalverbänden und kreisfreien Städten in Deutschland und zählt damit zu den Regionen mit „ausgeglichenem Chancen-Risiko Mix“ für die Zukunft.
Der Landkreis Kulmbach ist drittwichtigster Lebensmittelstandort Bayerns. 30 % der Industriebeschäftigten sind in diesem Sektor tätig (Bier, Fleisch-/Wurstwaren, Backwaren, Gewürze). Kulmbach ist ein Standort der Bundesforschungsanstalt für Ernährung und Lebensmittel, genauer der Bundesanstalt für Fleischforschung. Weitere wichtige Industriebranchen sind die Textilindustrie (20 % der Industriebeschäftigten) und der Maschinenbau (12 %).
Insgesamt sind im Landkreis Kulmbach 24.325 sozialversicherungspflichtig Beschäftigte tätig (Stand: Dezember 2007).
Wichtigste gewerbliche Arbeitgeber sind (Stand: Oktober 2005):
- IREKS GmbH
- Klinikum Kulmbach
- Kulmbacher Brauerei AG
- Sparkasse Kulmbach-Kronach
- Raps GmbH & Co. KG
- ait-deutschland GmbH (ehemalige Alpha Innotec GmbH)
- Franken Maxit Mauermörtel GmbH & Ko. KG und Kalkwerk Joh. Bergmann KG
- Glen Dimplex Deutschland GmbH
- MAJA Möbelwerke AG
- Druckerei Töpfer Kulmbach GmbH

### Verkehr
Die Ludwig-Süd-Nord-Bahn erreichte 1846 von Lichtenfels kommend über Kulmbach mainaufwärts den Bahnhof Neuenmarkt-Wirsberg und überquerte bereits 1846 trotz technischer Herausforderungen, unter anderem in Zusammenhang mit der Schiefen Ebene, die Höhenzüge des Fichtelgebirges bis zum Endpunkt Hof an der Saale. Von Neuenmarkt-Wirsberg wurde 1853 Bayreuth über die entsprechende Strecke an das Schienennetz angeschlossen.
Das Netz wurde erst um die Jahrhundertwende durch die Bayerische Staatsbahn geringfügig vergrößert und erreichte mit folgenden Lokalbahnen einen Umfang von 84 Kilometern:
- 1896: Neuenmarkt-Wirsberg–Lanzendorf–Bischofsgrün
- 1908: Kulmbach–Thurnau (1909 weiter nach Bayreuth)
- 1913: Untersteinach–Stadtsteinach

Es wurde später um die Hälfte, also um 42 Kilometer, reduziert:
- 1956: Untersteinach–Stadtsteinach 5 km
- 1973: Thurnau–Aichen–Bayreuth 12 km
- 1974: Neuenmarkt-Wirsberg–Lanzendorf–Bischofsgrün 9 km
- 1993: Kulmbach–Thurnau 16 km

Durch den Landkreis führen die Autobahnen A 9 und A 70 sowie die Bundesstraßen B 85, B 289 und B 303.

### Gewässer
Im Frühjahr 2023 stufte das in Hof ansässige Wasserwirtschaftsamt den Zustand der meisten Gewässer im Landkreis als mäßig bis unbefriedigend ein. Auf der von 1 (sehr gut) bis 5 (schlecht) reichenden Skala der EU-Wasserrahmenrichtlinie erreichten sie nur die Noten 3 (mäßig) bis 4 (unbefriedigend). Lediglich die Schorgast und ihre Zuflüsse wurden mit der Note 2 (gut) bewertet; der Weiße Main erhielt bis Fölschnitz nur die Note 4, im weiteren Verlauf die Note 3.

## Gemarkungen
Im Landkreis gibt es 104 Gemarkungen, neun davon sind gemeindeübergreifend.

## Gemeinden

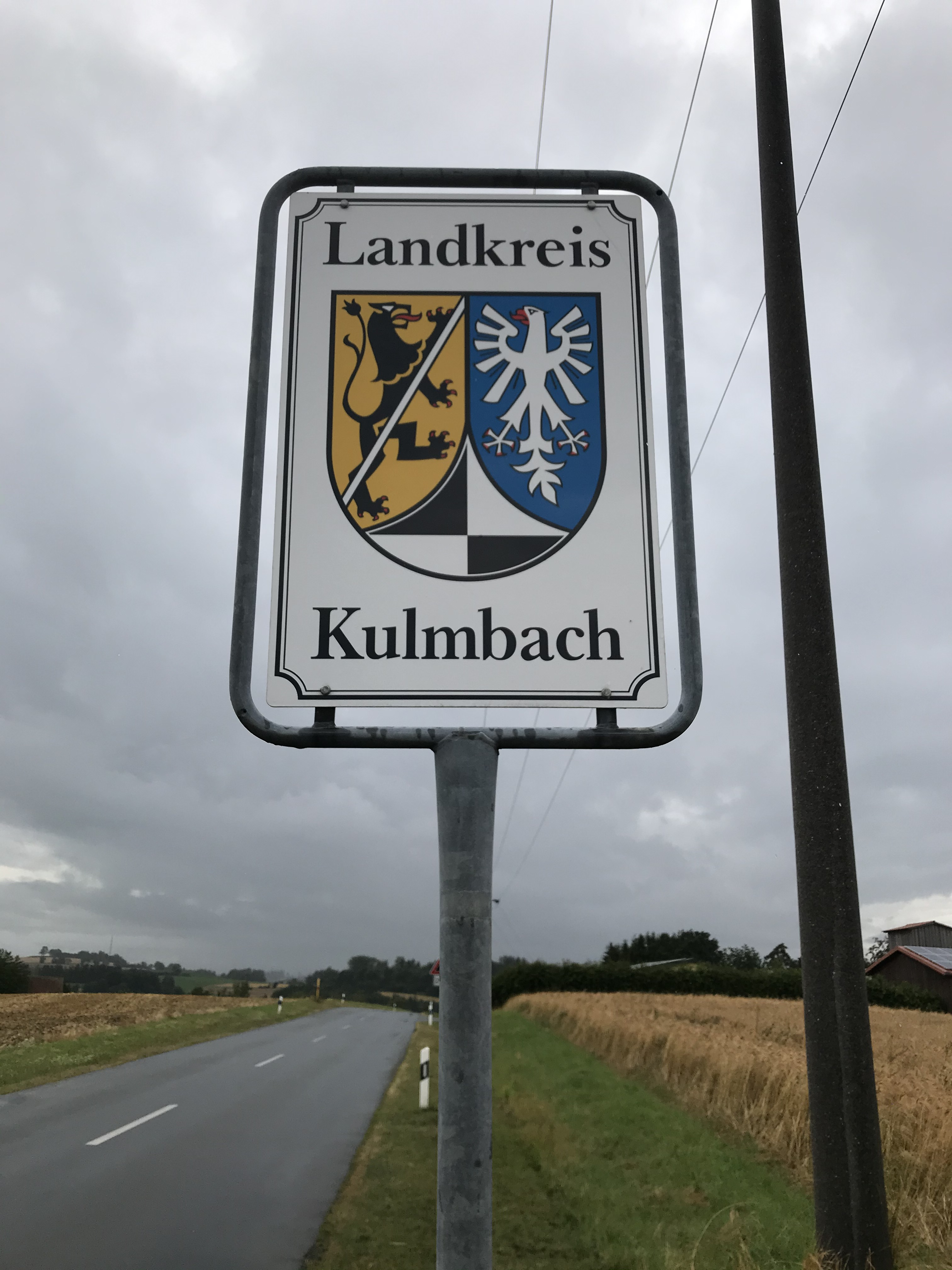
Kreisgrenztafel Lkr. Kulmbach

(Einwohner am 31. Dezember 2024)
| - Kulmbach, Große Kreisstadt (26.625) - Kupferberg (1049) - Stadtsteinach (2983) - Grafengehaig (847) - Kasendorf (2432) - Ludwigschorgast (951) - Mainleus (6410) - Marktleugast (2993) - Marktschorgast (1357) - Presseck (1681) - Thurnau (4053) - Wirsberg (1945) - Wonsees (1139) - Guttenberg (469) - Harsdorf (959) - Himmelkron (3249) - Ködnitz (1452) - Neudrossenfeld (3774) - Neuenmarkt (2957) - Rugendorf (941) - Trebgast (1501) - Untersteinach (1751) | - Kasendorf (Märkte Kasendorf und Wonsees) - Marktleugast (Märkte Grafengehaig und Marktleugast) - Stadtsteinach (Stadt Stadtsteinach und Gemeinde Rugendorf) - Trebgast (Gemeinden Harsdorf, Ködnitz und Trebgast) - Untersteinach (Stadt Kupferberg, Markt Ludwigschorgast, Gemeinden Guttenberg und Untersteinach) |

## Gemeinden des Landkreises vor der Gebietsreform 1971/1978
Vor der Gebietsreform hatte der Landkreis Kulmbach 57 Gemeinden (siehe Liste unten). (Die Gemeinden, die es heute noch gibt, sind fett geschrieben):

Landkreis Kulmbach, Gemeindegrenzenkarte von 1961

| frühere Gemeinde        | heutige Gemeinde              | heutiger Landkreis |
| ----------------------- | ----------------------------- | ------------------ |
| Alladorf                | Thurnau                       | Landkreis Kulmbach |
| Azendorf                | Kasendorf                     | Landkreis Kulmbach |
| Berndorf                | Thurnau                       | Landkreis Kulmbach |
| Brücklein               | Neudrossenfeld                | Landkreis Kulmbach |
| Buchau                  | Mainleus                      | Landkreis Kulmbach |
| Burghaig                | Kulmbach                      | Landkreis Kulmbach |
| Danndorf                | Mainleus                      | Landkreis Kulmbach |
| Döllnitz                | Kasendorf                     | Landkreis Kulmbach |
| Felkendorf              | Thurnau                       | Landkreis Kulmbach |
| Gössenreuth             | Himmelkron                    | Landkreis Kulmbach |
| Harsdorf                | Harsdorf                      | Landkreis Kulmbach |
| Hegnabrunn              | Neuenmarkt                    | Landkreis Kulmbach |
| Heubsch                 | Kasendorf                     | Landkreis Kulmbach |
| Himmelkron              | Himmelkron                    | Landkreis Kulmbach |
| Höferänger              | Kulmbach                      | Landkreis Kulmbach |
| Hutschdorf              | Thurnau                       | Landkreis Kulmbach |
| Kasendorf               | Kasendorf                     | Landkreis Kulmbach |
| Katschenreuth           | Kulmbach                      | Landkreis Kulmbach |
| Kauernburg1             | Kulmbach                      | Landkreis Kulmbach |
| Kauerndorf              | Ködnitz                       | Landkreis Kulmbach |
| Kirchleus               | Kulmbach                      | Landkreis Kulmbach |
| Ködnitz                 | Ködnitz                       | Landkreis Kulmbach |
| Langenstadt             | Neudrossenfeld                | Landkreis Kulmbach |
| Lanzendorf              | Himmelkron                    | Landkreis Kulmbach |
| Lehenthal               | Kulmbach                      | Landkreis Kulmbach |
| Leuchau                 | Kulmbach                      | Landkreis Kulmbach |
| Limmersdorf             | Thurnau                       | Landkreis Kulmbach |
| Lindau                  | Trebgast                      | Landkreis Kulmbach |
| Lösau                   | Kulmbach                      | Landkreis Kulmbach |
| Lopp                    | Kasendorf                     | Landkreis Kulmbach |
| Mainleus                | Mainleus                      | Landkreis Kulmbach |
| Mangersreuth1           | Kulmbach                      | Landkreis Kulmbach |
| Marktschorgast          | Marktschorgast                | Landkreis Kulmbach |
| Melkendorf              | Kulmbach                      | Landkreis Kulmbach |
| Menchau                 | Thurnau                       | Landkreis Kulmbach |
| Metzdorf1               | Kulmbach                      | Landkreis Kulmbach |
| Muckenreuth             | Neudrossenfeld                | Landkreis Kulmbach |
| Neudrossenfeld          | Neudrossenfeld                | Landkreis Kulmbach |
| Neuenmarkt              | Neuenmarkt                    | Landkreis Kulmbach |
| Neuenreuth am Main      | Neudrossenfeld                | Landkreis Kulmbach |
| Neufang                 | Wirsberg                      | Landkreis Kulmbach |
| Neustädtlein am Forst   | Eckersdorf                    | Landkreis Bayreuth |
| Oberdornlach            | Kulmbach                      | Landkreis Kulmbach |
| Pechgraben              | Neudrossenfeld                | Landkreis Kulmbach |
| Peesten                 | Kasendorf                     | Landkreis Kulmbach |
| Proß                    | Mainleus                      | Landkreis Kulmbach |
| Sanspareil              | Wonsees                       | Landkreis Kulmbach |
| Schimmendorf            | Mainleus                      | Landkreis Kulmbach |
| Schirradorf             | Wonsees                       | Landkreis Kulmbach |
| Schmeilsdorf            | Mainleus                      | Landkreis Kulmbach |
| Schwarzach bei Kulmbach | Mainleus                      | Landkreis Kulmbach |
| Tannfeld                | Thurnau                       | Landkreis Kulmbach |
| Thurnau                 | Thurnau                       | Landkreis Kulmbach |
| Trebgast                | Trebgast                      | Landkreis Kulmbach |
| Veitlahm                | Mainleus                      | Landkreis Kulmbach |
| Wasserknoden            | Bad Berneck im Fichtelgebirge | Landkreis Bayreuth |
| Wernstein               | Mainleus                      | Landkreis Kulmbach |
| Willmersreuth           | Mainleus                      | Landkreis Kulmbach |
| Wirsberg                | Wirsberg                      | Landkreis Kulmbach |
| Ziegenburg              | Marktschorgast                | Landkreis Kulmbach |

1Am 1. April 1946 zur Stadt Kulmbach

## Schutzgebiete
Im Landkreis Kulmbach gibt es vier Naturschutzgebiete, 14 Landschaftsschutzgebiete, 21 FFH-Gebiete und 49 ausgewiesene Geotope. (Stand August 2016)
Siehe auch:
- Liste der Naturschutzgebiete im Landkreis Kulmbach
- Liste der Landschaftsschutzgebiete im Landkreis Kulmbach
- Liste der FFH-Gebiete im Landkreis Kulmbach
- Liste der Geotope im Landkreis Kulmbach

## Kfz-Kennzeichen
Am 1. Juli 1956 wurde dem Landkreis bei der Einführung der bis heute gültigen Kfz-Kennzeichen das Unterscheidungszeichen KU zugewiesen. Es wird durchgängig bis heute ausgegeben. Seit dem 10. Juli 2013 sind aufgrund der Kennzeichenliberalisierung auch SAN (Landkreis Stadtsteinach) und EBS (Landkreis Ebermannstadt) erhältlich.